# Alois Spichtig
Alois Spichtig (Sachseln, 25 de marzo de 1927 - Sachseln, 24 de julio de 2014) fue un escultor, grabador y diseñador gráfico suizo.
Su formación inicial en el taller de su padre y de su abuelo, donde aprendió a tallar la madera. Estudió en la Escuela de Artes Aplicadas de Lucerna. Pasó tres meses en París completando su formación.
Como escultor trabajaba la piedra y la madera. Realizó obras para diferentes iglesias de Obwalden. 